# 3723 Voznesenskij
3723 Voznesenskij là một tiểu hành tinh vành đai chính với chu kỳ quỹ đạo là 1237.0180964 ngày (3.39 năm).
Nó được phát hiện ngày 1 tháng 4 năm 1976.